# Patkóbél

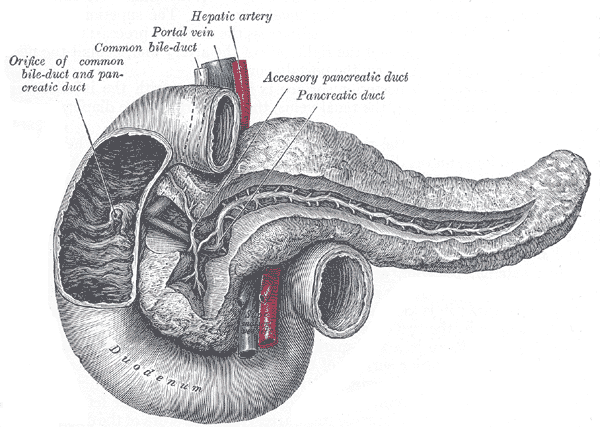
A patkóbél és hasnyálmirigy elölről (a patkóbél és hasnyálmirigy elülső falának részleges eltávolítása után)

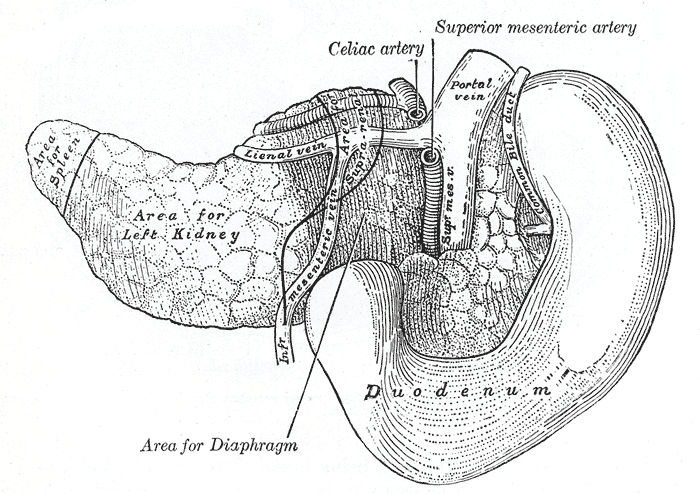
Patkóbél és hasnyálmirigy hátulról

A duodenum (patkóbél, nyombél, epésbél, tizenkét ujjnyi bél) az emésztőcsatorna része, egy patkó alakú, üreges szerv, amely a gyomrot az éhbéllel (jejunum) köti össze. A vékonybél első és legrövidebb szakasza. A gyomorkaput (pylorus) követő tágulattal (bulbus duodeni) kezdődik és a Treitz-szalagnál ér véget.

## Etimológia
A duodenum szó a latin duodenum digitorum kifejezésből ered, jelentése 12 ujjnyi szélesség. Az egyik magyar elnevezés is innen ered.
A patkóbél a bélszakasz alakjára, a nyombél a bélszakasz tápláléktovábbító mozgására, míg az epésbél az epeút ebbe a bélszakaszba történő beömlésére utal.

## Egyedfejlődése
A patkóbél Vater-papilla feletti része (pars suprapapillaris) része az előbélből, az infrapapillaris rész Vater-papilla alatti része (pars infrapapillaris) a középbélből fejlődik ki. A vérellátása is ennek megfelelően tagozódik: a suprapapillaris részt a hasi aorta első páratlan ága (truncus coeliacus) látja el vérrel, az infrapapillaris részt a felső bélfodri verőér arteria mesenterica superior.

## Tájanatómia

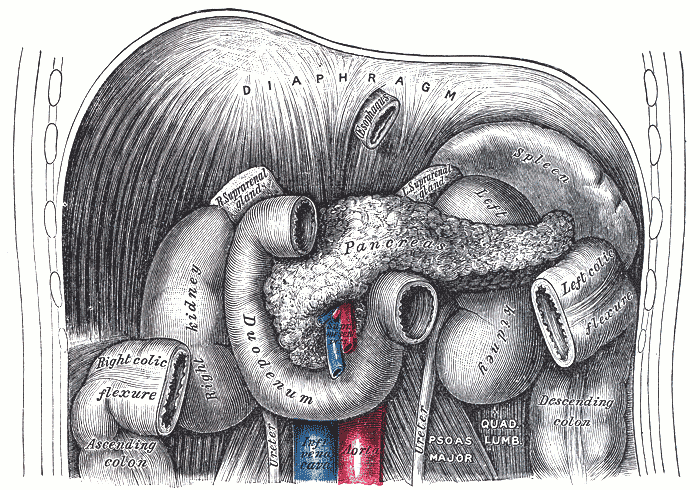
Patkóbél és hasnyálmirigy tájanatómiája

A patkóbél majdnem teljesen a retroperitoneumban helyezkedik el (tér a parietális peritoneum és a posterior hasfal izmai és csontjai között). A duodenum patkó alakban körbefogja a hasnyálmirigy fejét.

## Méretek
- Hossza: 25–30 cm
- Szélessége: 4 cm
- Tágulatok:
- D1 kezdeti szakasza, a bulbus duodeni (ampulla)
- D2 Vater-papilla (ampulla Vateri) feletti részen
- Szűkületek:
- D2 Vater-papilla magasságában
- D3 a mesenterica superior erek kereszteződésénél

## Anatómia
A patkóbelet négy részre lehet felosztani. Az első három szakasz alkotja a patkó, vagy "C" alakot.

### Első szakasz

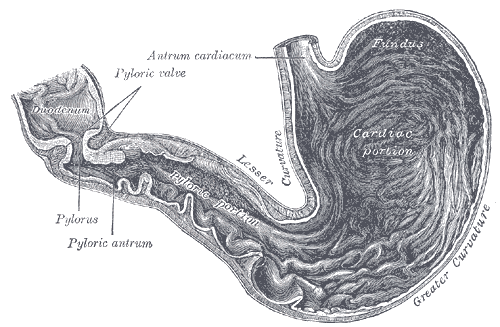
A gyomor belseje (a patkóbél a bal felső sarokban található)

Az első vagy felső szakasz (D1, pars horisontalis superior) a gyomorkapu (pylorus) patkóbél felőli végével kezdődik, ez a pars cranalis. Innen laterálisan (oldalsó irányban) halad jobbra, fel és hátrafele, körülbelül 5 cm-t, ezután egy éles görbületet képez lefelé (így alkotja a pars ascendens duodenit), az első patkóbéli görbület irányába (flexura duodeni superior). Az első szakaszt teljesen hashártya borítja. A patkóbél kezdeti tágult részét bulbus duodeninek nevezik.

### Második szakasz
A második (leszálló) szakasz (D2, pars descendens duodeni) az első patkóbél görbületnél kezdődik.
Lefele halad gerinc jobb oldalán az ágyéki (lumbalis) L1 és L4 csigolya között, ezután egy éles görbületet képez balra (flexura duodeni inferior), ami a leszálló szakasz vége.
A hasnyálmirigy nagy vezetéke (Wirsung-vezeték, ductus pancreaticus major) és a közös epevezeték (ductus choledochus) a leszálló szakaszba lép be. Ez a két vezeték egy szalagban foglaltan haladnak egy nyálkahártya kitüremkedésnek megfelelően lépnek be (papilla duodeni major). A hasnyálmirigy mellék vezetéke (Santorini-vezeték, ductus pancreaticus minor) külön nyíláson az előbbi felett szájadzik a duodenumba a papilla duodeni minor szintjében.

### Harmadik szakasz
A harmadik (alsó/haránt) szakasz (D3, pars transversa/horisontalis inferior) második görbületnél kezdődik.
Haránt irányban balra tart, elülső felszíne keresztezi az arteria és vena mesenterica superiort, hátulsó felszíne, pedig az alsó üres visszeret (Vena cava inferior), az aortát és a gerincet.

### Negyedik szakasz

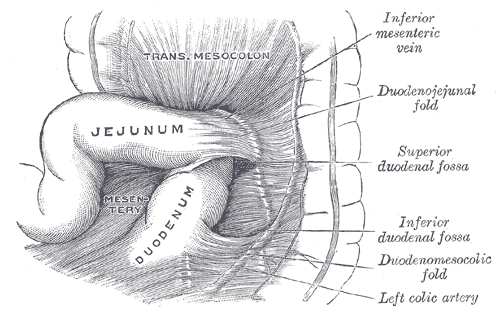
A patkó- és éhbél

A negyedik (felszálló) szakasz (D4, pars ascendens duodeni) felfelé halad, a hasnyálmirigy alsó széléig, azután elülső irányban görbületet képez (flexura duodenojejunalis) és éhbélben folytatódik.
A hajlatot körbeveszi a hashártya izomrostokat tartalmazó redője, a Treitz-szalag.

## Ér- és idegellátása

### Vérellátás

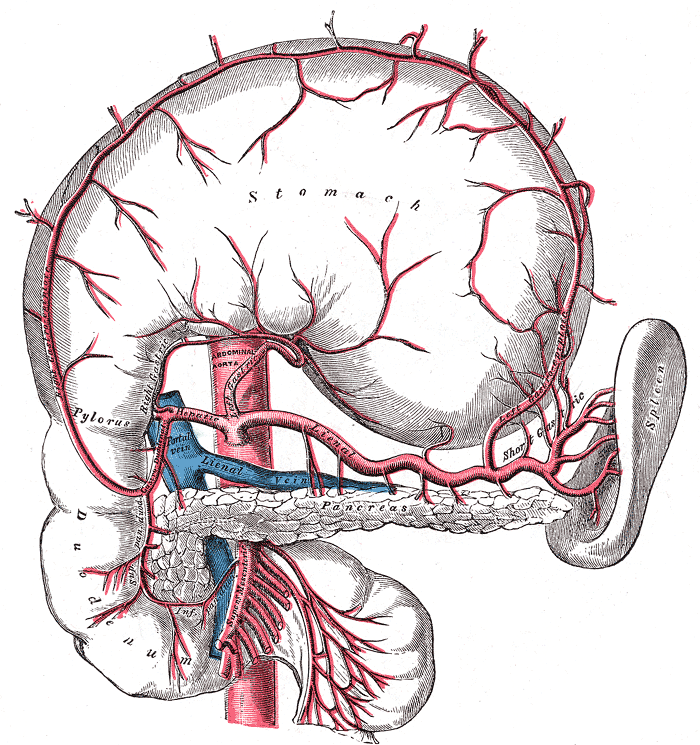
Patkóbél, hasnyálmirigy és gyomor vérellátása

Két fő ág látja el, amelyek gazdagon képeznek egymással anasztomózist.
- a. pancreaticoduodenalis superior (aorta » truncus coeliacus » a. hepatica communis » a. gastroduodenalis superior)
  - a. pancreaticoduodenalis superior anterior
  - a. pancreaticoduodenalis superior posterior
- a. pancreaticoduodenalis inferior (aorta » a. mesenterica superior)
  - a. pancreaticoduodenalis inferior anterior
  - a. pancreaticoduodenalis inferior posterior

A duodenum két végének vérellátása sajátos:
A duodenum kezdeti szakaszának (bulbus duodeni) vérellátása:
- a. supraduodenalis (aorta » truncus coeliacus » a. hepatica communis » a. gastroduodenalis vagy aorta » truncus coeliacus » a. hepatica communis » a. gastrica dextra)
- a. infrapylorica (aorta » truncus coeliacus » a. hepatica communis » a. gastroduodenalis vagy aorta » truncus coeliacus » a. hepatica communis » a. gastroduodenalis » a. gastroepiploica dextra)

A duodenum terminalis szakasza (D3, D4) vérellátása szegényes, ezért a beavatkozások ezen a részen kockázatosak.

### Vénás elvezetés

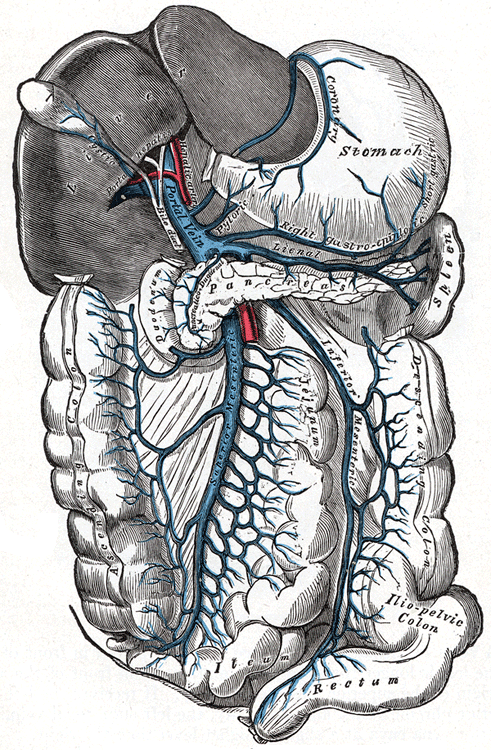
Hasüregi szervek vénás keringése

A vénák lényegében az artériás árkádokat követik és a v. portaeba vezetik a vért.
- v. pancreaticoduodenalis superior anterior (» v. gastroepiploica dextra » v. mesenterica superior » v. portae)
- v. pancreaticoduodenalis superior posterior (» v. portae)
- v. pancreaticoduodenalis inferior anterior (» v. mesenterica superior » v. portae)
- v. pancreaticoduodenalis inferior posterior (» v. mesenterica superior » v. portae)

### Nyirokkeringés
A nyirok drénezése két fő nyirokcsomó lánc irányába történik:
- Nodi lymphatici pancreaticoduodenalis superiores (» nodi lymphatici hepatici, az a. gastroduodenale mentén helyezkednek el)
- Nodi lymphatici pancreaticoduodenalis inferiores (» nodi lymphatici mesenterici superiores, az a. mesenterica superior mentén)

### Beidegzés
Szimpatikus:
- plexus coeliacus, a duodenum felső szakaszát
- plexus mesentericus superior, duodenum alsó szakaszát

Paraszimpatikus: Bolygóideg (nervus vagus)

## Szövettan
Mucosa: egyrétegű hengerhám béleli.

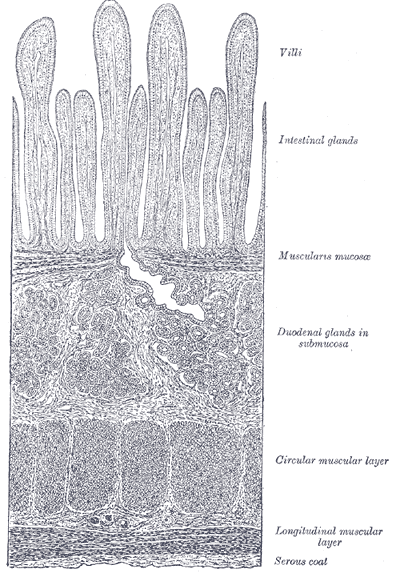
Duodenum szövettani képe

- Lieberkühn-mirigyek: lamina propriában helyezkednek el

Submucosa: laza rostos kötőszövet alkotja, benne mirigyek foglalnak helyet: 
- Brunner-mirigyek (duodenum-mirigyek, glandulae duodenales): bulbus duodeniben találhatók, alkalikus vegyhatású (pH 8-9) nyákot választanak ki.

Muscularis: két rétegben helyezkednek el a simaizom rostok
- külső: hosszanti
- belső: körkörös

Serosa: visceralis peritoneumnak felel meg. Ez a duodenum első szakaszának 2/3-át fedi teljesen, a többi részen csak az elülső felszínét.

## Fiziológia
A duodenumba beömlő epe és hasnyál a gyomorból érkező táplálékkal keveredik. Itt folytatódik a gyomorban megkezdett emésztés, és a tápanyagok felszívódása. A patkóbél részt vesz a szomszédos szervek működésének szabályozásában. Itt termelődik a kolecisztokinin (CCK), amely az epehólyag kiürülését idézi elő, chemo-, ozmoreceptorokon, valamint idegi és humorális úton szabályozza a gyomor savelválasztását. A szabályozásnak a célja az, hogy a vékonybélbe haladó táplálék az emésztőnedvekkel egyenletesen keveredjen, vegyhatása 7 körüli (semleges) legyen és izotóniás.